# Arbúcies
Arbúcies ist eine katalanische Stadt in der Provinz Girona im Nordosten Spaniens. Sie liegt in der Comarca Selva.

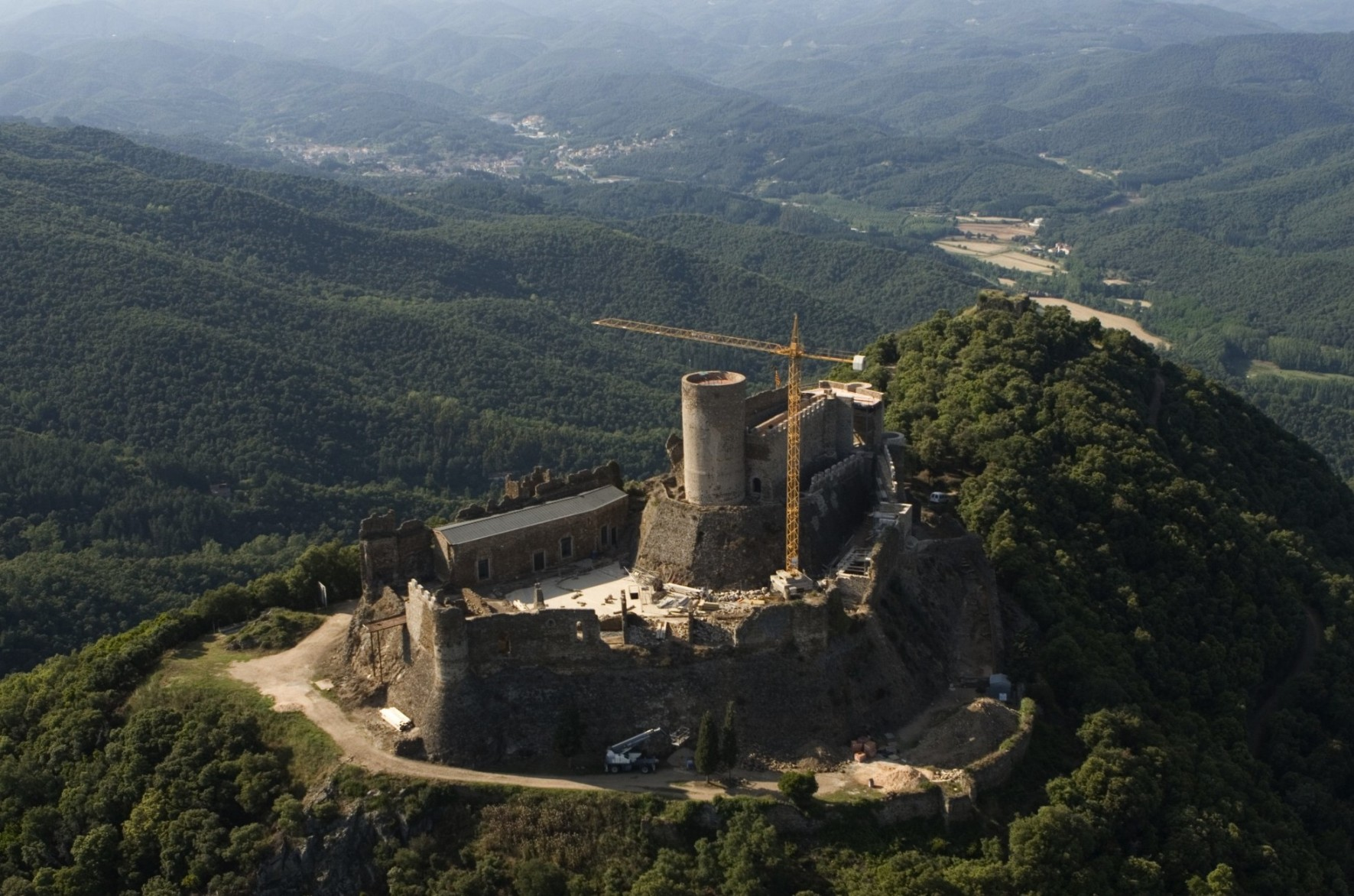
Castell de Montsoriu bei Arbúcies

Die Stadt liegt zwischen den Gebirgszug Montseny und Guilleries. In der Nähe der Stadt befindet sich das Castell de Montsoriu.

## Wirtschaft und Verkehr
Trotz der geringen Größe des Ortes ist Arbúcies einer der wichtigsten und bekanntesten Standorte in Katalonien (und in Spanien insgesamt) für die Produktion von Omnibussen. Zu den bekanntesten gehören die Firmen Noge, Beulas, Indcar und Ayats.
Vom Massentourismus der nur eine Autostunde entfernten Orte des Mittelmeeres profitiert die Stadt nur wenig. An Wochenenden und Feiertagen wird Arbúcies jedoch häufig von spanischen Touristen besucht. Die landwirtschaftliche Fläche wurde stark reduziert. Auf den verlassenen Feldern wachsen Tannen und Kiefern, die wirtschaftlich als Weihnachtsbäume genutzt werden.

## Söhne und Töchter der Stadt
- Antonio Durán (1924–2009), Fußballspieler und -trainer
- Keita Baldé (* 1995), Fußballspieler

## Städtepartnerschaft
- Florac, seit 1990